# Biserica „Sfântul Nicolae” din Năvîrneț
Biserica „Sf. Nicolae” cu clopotnița este o biserică amplasată în Năvîrneț, raionul Fălești, Republica Moldova. Este un monument arhitectural de importanță națională inclus în Registrul monumentelor Republicii Moldova ocrotite de stat cu nr. 1176 (raionul Fălești). Datează din 1812, anii 1930.